# Kinder- und Jugendnotdienst
Kinder- und Jugendnotdienste (KJND), auch als Jugendschutzstelle bekannt, sind Einrichtungen der örtlichen Jugendhilfe, die es in den meisten bundesdeutschen Gemeinden gibt. Sie sind zentrale Anlaufstelle für Kinder und Jugendliche in Krisen- oder Notlagen. Gesetzliche Grundlage der Kinder- und Jugendnotdienste ist der § 42 SGB VIII, Inobhutnahme. Kinder- und Jugendnotdienste nehmen sowohl Selbstmelder, Fremdmelder als auch unbegleitete minderjährige Flüchtlinge auf, sofern eine Notsituation vorliegt. Einige Jugendämter bieten sogenannte Mädchenschutzstellen als geschlechtsspezifische Schutzräume an. Je nach Räumlichkeiten und Personal haben diese Kriseneinrichtungen 5–20 Plätze. Wird eine minderjährige Person in Obhut genommen, sind die Mitarbeiter verpflichtet, unverzüglich die Personensorgeberechtigten hierüber zu unterrichten. Widersprechen diese der Inobhutnahme und besteht keine Gefährdung, sind die Minderjährigen den Personensorgeberechtigten zu übergeben.

## Aufgaben der Kinder- und Jugendnotdienste
Sozialpädagogische Krisenintervention für Kinder, Jugendliche und deren Familien
- Sicherstellung materieller Grundversorgung (Essen, Schlafen, Körperpflege),
- gemeinsame Interventionsplanung/Erwartungsabgleich,
- die Schaffung von Entlastung durch Sicherheit, Ruhe und Zeit sowie Gewährleistung emotionaler Zuwendung,
- umfassende sozialpädagogische Beratung und Stabilisierung mit dem Ziel Handlungsperspektiven aufzuzeigen.

Beratung im Rahmen der Krisenintervention / auch Kriseninterventions-Telefonberatung
In den Räumlichkeiten des KJND besteht die Möglichkeit, dass Kinder, Jugendliche, Eltern oder andere von einer Krisensituation Betroffene sich jederzeit persönlich von den Mitarbeitenden beraten lassen. Die Beratungen werden grundsätzlich vertraulich und auf Wunsch anonym behandelt. Kinder und Jugendliche haben nach § 8 Absatz 3 SGB VIII das Recht, sich in allen Angelegenheiten der Erziehung und Entwicklung an eine Einrichtung der Jugendhilfe zu wenden. Aufgrund einer Not- und Konfliktlage können sie sich ohne Kenntnis des Personensorgeberechtigten beraten lassen, solange durch die Mitteilung an den Personensorgeberechtigten der Beratungszweck vereitelt würde. Die Beratung als Prävention, in akuten Notsituationen oder auch wenn nötig die Vermittlung an andere Hilfeeinrichtungen stehen im Vordergrund.
Übernahme des Bereitschaftsdienstes zu den Schließzeiten des Referates ASD und des Jugendamtes
Bereitschaftsdienst beinhaltet Aufgaben nach §§ 8a, 42 und 50 SGB VIII. Danach sind KJND verpflichtet und berechtigt, notwendige Maßnahmen zum Schutz betroffener Kinder oder Jugendliche einzuleiten. Außerhalb der Öffnungszeiten des Jugendamtes üben KJND die Aufgaben entsprechend § 8a und § 42 SGB VIII alleinig aus. Der KJND ist für alle Fälle zuständig, bei denen es um die Gefährdung des Kindeswohls bei Kindern und Jugendlichen geht, auch wenn diese nicht in erzieherische Maßnahmen des ASD eingebunden sind. Liegen die Voraussetzungen einer Kindeswohlgefährdung im Sinne des § 1666 BGB vor und stimmen die Personensorgeberechtigten einer Inobhutnahme nicht zu, ist der KJND (zu den Schließzeiten des ASD / des Jugendamtes) verpflichtet, schnellstmöglich (nächstmöglicher Werktag) auf der Grundlage des § 50 SGB VIII eine Entscheidung des Familiengerichtes einzuholen. Bei einer Inobhutnahme gegen den Willen der Sorgeberechtigten ist die Vorgehensweise mit dem ASD und dem Jugendamt abzustimmen. Der KJND verfügt über die notwendigen Informationen, um mit Polizei und Familiengericht zusammenarbeiten zu können.
In einigen Fällen verständigt der ASD oder das Jugendamt den Kinder- und Jugendnotdienst über Notsituationen, in denen sich Kinder oder Jugendliche befinden, und führen diese dem Kinder- und Jugendnotdienst zur Inobhutnahme zu oder weisen den KJND an eine Inobhutnahme durchzuführen. In Fällen von Selbstmeldern oder einer Aufnahme aus anderen Gründen, wird am ersten Werktag nach erfolgter Inobhutnahme, auf der Grundlage der §§ 8a und 42 und des § 50 SGB VIII, der ASD und das Jugendamt darüber in Kenntnis gesetzt.
Psychologisches Clearing und Problemanalyse
Der KJND hat Erfahrungen gesammelt, dass Kinder und Jugendliche auch bei kurzen Verweildauern der Inobhutnahme Problemlagen benennen, die sich in ihrer Persönlichkeitsentwicklung durch traumatische Erlebnisse und Ereignisse manifestiert haben. Zum Beispiel durch längerfristige Straßenkarrieren, Missbrauchserfahrungen, Sucht, Beschaffungskriminalität und/oder Prostitution kann eine Planung und Zielsetzung für anschließende weitere Hilfen massiv beeinträchtigt werden.
Mutter-Kind-Platz
Dieses Angebot beinhaltet für minderjährige Mütter mit Kind eine gemeinsame Unterbringung, denn eine getrennte Unterbringung (Kind: Kinderbereich, Mutter: Jugendbereich) wäre aus bindungstheoretischem Aspekt für die Mutter-Kind-Beziehung ein Risiko. Die Unterbringung und Betreuung sowie die Krisenintervention muss zusammen erfolgen.
Vermittlung und Zusammenarbeit mit den Bereitschaftspflegestellen

## Einzelbelege
1. ↑  Liste von Schutzstellen in München (Memento des Originals vom 14. Mai 2014 im Internet Archive)  Info: Der Archivlink wurde automatisch eingesetzt und noch nicht geprüft. Bitte prüfe Original- und Archivlink gemäß Anleitung und entferne dann diesen Hinweis.
2. ↑  nach Jugendrecht, 2003, S. 32 ff